# Dicranomyia (Euglochina) invocata
Dicranomyia (Euglochina) invocata is een tweevleugelige uit de familie steltmuggen (Limoniidae). De soort komt voor in het Australaziatisch gebied.